# Rudolf Stanzel
Rudolf Stanzel (Vienna, 8 novembre 1899 – Vienna, 21 giugno 1953) è stato un allenatore di calcio austriaco.

## Carriera
Allenò il Modena in Serie A, oltre ad alcune squadre di Serie B ed alla Nazionale lettone per 26 partite.